# Hans Reinhold Apiarie
Hans Reinhold Apiarie, född 12 juli 1719, död 1796, var en svensk ämbetsman och klädesfabrikör.

## Biografi
Hans Reinhold Apiarie föddes 1719. Han var son till borgmästaren Reinhold Apiarius i Västervik. Apiarie arbetade som klädesfabrikör i Stockholm. Han var fullmäktige från 1760 till 1761 i manufakturkontoret och generaltullarrendesocieteten. Apiarie var riksdagsman för borgarståndet vid riksdagen 1760–1762 och riksdagen 1769–1770. Han avled 1796.

### Familj
Apiarie gifte sig 1753 med Engel Lafrensen.